# Тодзио, Хидэки
Хидэ́ки Тодзё (яп. 東條 英機 то:дзё: хидэкио файле, синдзитай: яп. 東条 英機; 30 декабря 1884, Кодзимати-ку, Японская империя — 23 декабря 1948[…], Сугамо, Токио, Япония), при этом существует вариант написания фамилии То́дзио (не соответствующий общепринятой транскрипции), а в переводной литературе распространено ещё более неверное Тойо (от англ. Hideki Tojo) — военачальник и политический деятель Японской империи. Принимал активное участие в оккупации Маньчжурии в должности начальника контрразведки и позже штаба Квантунской армии сухопутных войск.
Премьер-министр военного кабинета в 1941—1944 годах. Как министр армии и премьер-министр Японии принимал активное участие в обсуждении развязывания Японией войны в Тихом океане и в Юго-Восточной Азии. После поражения Японии во Второй мировой войне на Токийском процессе Международного трибунала на Дальнем Востоке в 1946 году признан военным преступником высшей категории. Приговорён к смертной казни, приговор приведён в исполнение в декабре 1948 года. Почитается как синтоистское божество в токийском святилище Ясукуни.

## Биография
Родился 30 декабря 1884 года в токийском районе Кодзимати, старший сын генерал-лейтенанта сухопутных войск Японской империи Тодзё Хидэнори. В 1909 году сочетался браком с Кацуко Ито; у супругов было семь детей, в том числе три сына.

### Начало карьеры
В 1905 году окончил командное училище, в 1915 — Высшую военную академию императорской армии Японии с назначением командиром роты Гвардейской дивизии (капитан).
В 1919 году был назначен военным атташе Императорской армии Японии в Швейцарии (майор), в 1921 году побывал в Германии. С 1922 года в звании подполковника работал преподавателем кафедры тактики Высшей военной академии Императорской армии Японии, совмещая преподавание со службой в Генштабе и научной деятельностью.
В 1920-е годы, наряду с генералами Кадзусигэ Угаки, Хадзимэ Сугиямой, Куниаки Коисо, Ёсидзиро Умэдзу и Тэцудзаном Нагатой входил в консервативную военную группу «Тосэйха», составлявшую противовес националистической «Кодоха» под лидерством генерала Араки.

### В Министерстве сухопутных войск
С 1933 года — начальник отдела Главного управления тыла министерства армии Японии (полковник). После отбытия строевого ценза — начальник отдела оперативного управления Генштаба.
В том же году назначен начальником военно-статистического управления министерства армии, затем комбригом 24-й бригады сухопутных войск (генерал-майор).

### В командовании Квантунской армии
Осенью 1935 года был командирован в Императорскую Маньчжурию на должность начальника управления безопасности Квантунской армии (генерал-лейтенант). Завоевал признание подчинённых умом и решительностью, получил прозвище «Бритва» —  (яп. 剃刀 камисори), во время путча 1936 года выступал против переворота и за верность императору.
С 1937 года — начальник штаба армии (генерал армии), отвечал за подготовку боевых действий против СССР. В ходе Чахарской операции в первый и последний раз находился на фронте в составе командования 1-й отдельной бригады сухопутных войск.
После столкновений с китайскими войсками в Пекине летом 1937 года и начала полномасштабного конфликта был назначен командующим Северным фронтом. В 1938 году после отъезда в метрополию назначен заместителем министра и начальником главного управления авиации.

### Министр сухопутных войск
Летом 1940 года назначен министром армии во втором и третьем кабинете Коноэ. Тодзё был убеждённым сторонником заключения союза с нацистской Германией и фашистской Италией. Летом 1941 года принимал участие в принятии политического решения об оккупации Вьетнама (Французский Индокитай) с целью изоляции Китая от других стран; в ответ на это США ввели нефтяное эмбарго до вывода экспедиционных сил Японии из всех стран Азии.
В октябре после ухода в отставку утратившего доверие императора премьера Коноэ назначен последним премьером-министром предвоенного кабинета.

### Премьер-министр
Совместно с командованием военно-морских сил разрабатывал план удара по Тихоокеанскому флоту ВМС США 7 декабря 1941 года. После поражения у атолла Мидуэй столкнулся с оппозицией в правительстве и командовании Японской императорской армии. В феврале 1944 года после атаки авианосной авиации и надводных кораблей на японскую базу на Труке, пытаясь сохранить власть и перехватить инициативу в проигрываемой войне, Тодзио сместил начальников генерального штаба армии и флота: Хадзимэ Сугияму и Осами Нагано, и сам встал во главе генерального штаба сухопутных сил. Получив полный контроль над армией, Тодзио сделал ставку на китайский и бирманский фронты, где активно велось наступление японцев с целью перерезать коммуникации между Британской Индией и силами Гоминьдана и принудить последних к капитуляции. Однако после поражения японского флота у Марианских островов и армии на острове Сайпан в июне-июле 1944 года, был вынужден уйти в отставку.

### Суд
После капитуляции Японской империи 2 сентября 1945 года, Тодзё уехал к себе домой. Вскоре Верховное командование и оккупационная администрация союзников в Японии отдали приказ об аресте японских военных преступников. Одним из них был генерал Тодзё. При аресте днем 11 сентября он совершил неудачную попытку застрелиться: рана оказалась не смертельной. После лечения переправлен в тюрьму Сугамо.
Обвинялся Международным военным трибуналом по пунктам:
- развязывание войн и нарушение международного права;
- развязывание войны против Китайской Республики;
- развязывание войны против США, Британского содружества, Франции, Нидерландов;
- отдача приказов о бесчеловечном обращении с военнопленными.

Полностью признав свою вину, признан военным преступником высшей категории и приговорён к смертной казни 12 ноября 1948 года. Приговор приведён в исполнение 23 декабря того же года.

### Завещание
«…Война в Азии была спровоцирована союзниками, и я, не имея выбора, сражался в ней для выживания нации и для её самообороны. Невозможно отрицать, что наша страна, к несчастью, потерпела поражение в этой войне. Но Япония — избранная богом страна. Я желаю, чтобы все были уверены в судьбе Империи и ждали времени, когда трудности общими усилиями будут преодолены. Я желаю, чтобы солнце взошло вновь…».

## Память
В 1978 году имя генерала Тодзё вместе с именами других 13 военных преступников было высечено на плитах в храме Ясукуни в национальном мемориале павшим. В 1980 году на месте тюрьмы Сугамо был открыт памятник казнённому генералу.

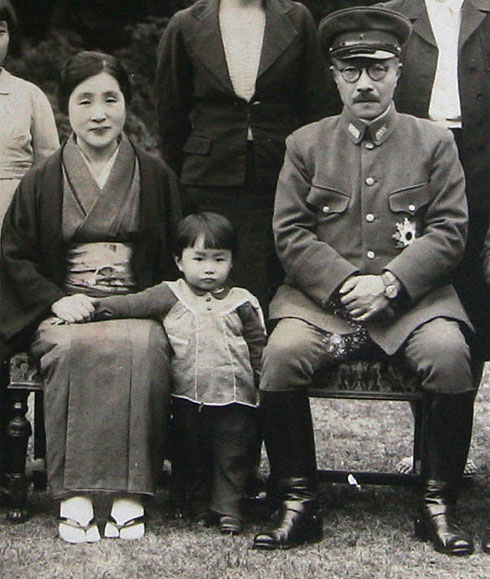
Генерал Тодзё с супругой и внучкой (в центре) (1941 г.)

## Оценка наследия
Многие японцы возлагают на Тодзё ответственность за поражение страны в войне на стороне нацистской Германии, утрату территорий, разрушение городов, крах экономики и гибель миллионов людей.
Однако некоторые японцы считают министра Тодзё бескорыстным человеком и жертвой трагических обстоятельств. Сам Тодзё ссылается в мемуарах на судьбу, вынудившую его возглавить правительство, когда страна вступила в схватку с превосходящим противником. Война для него стала возможностью прорвать блокаду и предотвратить удушение страны могущественным блоком Великобритании и США.
Внучка генерала, Юко (1939—2013) была ультраправым политическим деятелем, выступавшим с позиции оправдания политики Империи и политики деда в частности. Юко Тодзё полагала, что Япония не вела агрессивную войну и не совершала военных преступлений, что все люди, почитаемые в храме Ясукуни — герои, а ошибкой генерала Тодзё являлось поражение страны.